# Christian Friedrich Richter
Christian Friedrich Richter, född  5 oktober 1676 i Sorau i Niederlausitz, död 5 oktober 1711 i Halle (Saale), var en tysk läkare och apotekare. Han arbetade som läkare vid sjukhuset i Halle och var teolog med pietistisk hållning. Han var också affärsman och producerade apoteksvaror, som han exporterade över världen. Som psalmförfattare finns han representerad i bland andra den tyska Johan Anastasius Freylinghausens bägge psalmböcker 1704 och 1714 och danska Psalmebog for Kirke og Hjem. Hans psalmtexter översattes också till svenska och finns medtagna i den svenska psalmboken Mose och lambsens wisor. Det finns 25 kända psalmtexter av Richter.

## Psalmer
- Vad är jag ser i krubban ligga ner?

### Danska psalmtitlar
- Vor sjæl er dertil født og båren (1698) översatt till danska av Hans Adolph Brorson 1734
- Den snævre vej er bred nok til Guds rige (1704) översatt till danska av Hans Adolph Brorson 1734
- Vægter! vil det mørke rige (1704) översatt till danska av Hans Adolph Brorson 1734
- Som lilliens hjerte kan holdes i grøde (1704) översatt till danska av Hans Adolph Brorson 1730 och 1735
- Det koster ej for megen strid  (1698) översatt till danska av Hans Adolph Brorson 1735